# Брайтхаупт, Рудольф Мария
Рудольф Мария Брайтхаупт (нем. Rudolf Maria Breithaupt; 11 августа 1873 года, Брауншвейг — 2 апреля 1945 года, Балленштедт) — немецкий пианист и музыкальный педагог.

## Биография
Сын Рудольфа Брайтхаупта, гауптмана брауншвейгского герцогства, и Эммы, урождённой Хезелер. Изучал право в Йене, Лейпциге и Берлине; с 1897 г . учился в Лейпцигской консерватории у Оскара Пауля, Саломона Ядассона, Роберта Тайхмюллера, Гуго Римана и Германна Кречмара (теория музыки). С 1900 г. — музыкальный журналист в Дрездене, Вене, Берлине. В 1919—1929 гг. — профессор фортепиано в берлинской Консерватории Штерна. Среди его учеников были, в частности, Артур Рубинштейн, Кеес ван Баарен.
Популярностью пользовались методические труды Брайтхаупта — прежде всего, «Естественная фортепианная техника» (нем. Die natürliche Klaviertechnik; 1905, с рассмотрением опыта пианистки Терезы Карреньо; французский пер. 1923, русский пер. 1927) и «Основы фортепианной техники» (нем. Die Grundlagen der Klaviertechnik; 1909; французский пер. 1908, английский пер. 1909, русский пер. 1928). Значительное внимание Брайтхаупт уделял анатомо-физиологическим основаниям работы пианиста.